# 朱議汴
朱議汴（1610年1月19日—1676年2月29日），字天中，號卜初 、惠再 ，江西南昌府人，祖籍直隸鳳陽府，明朝寧藩樂安王府宗籍，樂安靖莊王朱宸湔來孫，明朝宗室、政治人物，同進士出身。

## 生平
萬曆三十七年十二月二十五日（1610年1月19日）寅時生，封輔國中尉。崇禎三年（1630年）庚午科江西鄉試第五十九名舉人，崇禎十六年（1643年）中式癸未科三甲九十二名進士。崇禎十七年（1644年）授行人司行人。著有《郵河摭說》、《得未閣文集》等。

## 家庭及關聯
高祖朱栱楠，封鎮國將軍，樂安靖莊王朱宸湔第五子。曾祖朱多烱，祖父朱謀墱，封奉國將軍、父朱統䥫，封鎮國中尉 。
妻衷氏，副室范氏。長子朱中榗，次子朱中檙。